# Legenda izgubljenih
Legenda izgubljenih (izvirno Legend of the Lost) je italijansko-ameriški pustolovski film iz leta 1957. Glavne vloge so odigrali John Wayne, Sophia Loren in Rossano Brazzi.

## Vsebina
V Timbuktu prispe bogataš Paul Bonnard (igra ga Rossano Brazzi), ki za svoj izlet v Saharo najame izkušenega puščavskega vodiča Joeja Januaryja (igra ga John Wayne). Bonnard je povsem obseden s pismom pokojnega očeta, v katerem je zapisana pot do izgubljenega mesta zakladov. Med pripravo na izlet Joe in Paul v Timbuktuju naletita na pokvarjenega šerifa Anatoleja Dukasa (igra ga Kurt Kasznar) in tatico dvomljivega slovesa Dito (igra jo Sophia Loren). Medtem ko se Dukasu ne uspe prilepiti na prišleka in njegov denar, se Dita dosti bolje odreže in prebije celo noč v pogovoru s Paulom. Slednji jo v tem pogovoru tako spreobrne, da postane povsem poštena, skoraj nov človek. Joe in Paul se nato končno odpravita na težko popotovanje v srce puščave, kjer naletita na hordo Tuaregov. Slednje je Dita uporabila, da je dosegla puščavska popotnika, saj se jima želi pridružiti. Kljub Joejevem hudem neodobravanju ji to Paul odobri in potovanje se odtlej nadaljuje v troje.
Tik preden jim zmanjka vode, naletijo na starodavno mesto in izvir vode. V tem mestu odkrijejo tri okostnjake, eno žensko in dva moška. Kmalu postane jasno, da je Paulov oče svojo žensko našel v objemu vodiča in ju ubil ter nato še sebe. Trojica pride tudi do spoznanja, da v mestu ni nikakršnega zaklada. Paulovo dojemanje sveta se s to najdbo v trenutku poruši in nenadoma začne izgubljati stik z resničnostjo, delno tudi pod vplivom alkohola.
Razočaranje glede zaklada se nenadoma stali, saj Joe razreši šifro v pismu Paulovega očeta in trojico privede do najdišča zaklada, natančneje skrinje zlatnikov. Paul nato povsem znori in začne zapeljevati Dito. Ko ga ona zavrne, pobesni in izgine stran. Joe in Dita šele naslednje jutro ugotovita, da jo je Paul pobrisal in da je vzel vse osle, vse zaloge in ves zaklad. Joeju in Diti tako ne preostane drugega, kot da začneta pešačiti skozi puščavo.
Ko Paula končno ujameta, se vname prepir in Paul v pretepu izgubi zavest. Ko se iz nezavesti zbudi, odkrije Joeja in Dito med iskanjem vode in ju napade z nožem. Diti tako ne preostane drugega, kot da uporabi pištolo in Paula večkrat ustreli v trebuh ter ga s tem smrtno rani. S Paulovo smrtjo se napetosti nehajo in med Joejem in Dito se prične rojevati romantična ljubezen. Njun odnos skrha edino dejstvo, da sta še vedno sredi puščave in brez pravih zalog. Težavo hitro odpravita, saj mimo pride nomadska karavana na kamelah in ju pobere s poti. Joe in Dita sta rešena in se vrneta nazaj v Timbuktu.

## Igralska zasedba
Režisersko vlogo je v filmu prevzel Henry Hathaway. Wayne je s Hathawayem sodeloval pri skupno šestih projektih, začenši z The Shepherd of the Hills (1941). Zadnjič sta sodelovala leta 1969 pri filmu True Grit, za katerega je Wayne prejel oskarja za najboljšega glavnega igralca. Scenarij za film Legenda izgubljenih je prispeval Ben Hecht, tedaj že proti koncu svoje filmske kariere. Hecht danes velja za enega najuspešnejših hollywoodskih scenaristov vseh časov. Vseeno pa niti Hechtov prispevek, niti glavni vlogi dveh takratnih zvezdnikov - Wayna in Lorenove, niso preprečili izrazito negativnih ocen filmskih kritikov.
Waynu se je dopadlo snemanje v Rimu in Alžiriji. Sama vsebina filma je sicer precej podobna drugemu Waynovemu filmu, ki se dogaja v puščavi Mojave. Za prizore v starodavnem mestu so ustvarjalci uporabili starorimsko mesto Timgad v Alžiriji. Zanimivo je, da se Waynov lik v filmu naveže na Timgad kot referenca na deluzije Paulovega očeta - vseeno pa res gre za mesto Timgad.
Wayne je v tem filmu edinokrat sodeloval z zvezdnikoma mednarodne filmske industrije, Sophio Loren in Rossanom Brazzijem.
- John Wayne - Joe January
- Sophia Loren - Dita
- Rossano Brazzi - Paul Bonnard
- Kurt Kasznar - Anatole Dukas